# Roshon van Eijma
Roshon van Eijma (Tilburg, 9 juni 1998) is een Nederlands-Curaçaos voetballer die bij voorkeur als centrale verdediger speelt. Hij verruilde TOP Oss in de zomer van 2024 voor RKC Waalwijk. Hij debuteerde in 2021 als international van het Curaçaos voetbalelftal.

## Carrière

### Roda JC
Roshon van Eijma speelde in de jeugd van Willem II en Roda JC Kerkrade. Aan het einde van het seizoen 2017/18 zat hij al enkele wedstrijden op de bank bij het eerste elftal van Roda JC, maar debuteerde pas het seizoen er na. Dit was op 25 september 2018, in de met 0-6 gewonnen uitwedstrijd tegen DVS '33 Ermelo in het toernooi om de KNVB beker. Hij kwam in de 78e minuut in het veld voor Daryl Werker. 

### Preußen Münster
In 2020 ging hij naar het Duitse SC Preußen Münster in de Regionalliga West, waar hij een contract voor twee jaar tekende. Nadat hij in de eerste helft van het seizoen niet speelde, debuteerde hij voor Münster op 13 december 2020 in de met 2-0 verloren uitwedstrijd tegen Rot-Weiß Oberhausen, waarin hij na 55 minuten een rode kaart kreeg. Hij speelde in totaal dertien wedstrijden voor Münster. 

### TOP Oss
Hij vertrok in 2021 transfervrij naar TOP Oss, waar hij meteen basisspeler werd. Hij speelde in totaal drie seizoenen voor de Brabantse club en kwam daarin tot 95 wedstrijden en acht goals. Vooral in zijn laatste seizoen viel hij op met vijf doelpunten. Alleen spitsen Arthur Allemeersch en Konstantinos Doumtsios kwamen tot meer goals dat seizoen (zes). 

### RKC Waalwijk
In de zomer van 2024 werd Van Eijma transfervrij aangetrokken door RKC Waalwijk, waar hij een contract voor twee seizoenen tekende. Hij werd snel basisspeler voor het team van Henk Fraser. 

## Clubstatistieken
| Seizoen                        | Club               | Competitie        | Competitie | Competitie | Beker | Beker | Totaal | Totaal |
| Seizoen                        | Club               | Competitie        | Wed.       | Dlp.       | Wed.  | Dlp.  | Wed.   | Dlp.   |
| ------------------------------ | ------------------ | ----------------- | ---------- | ---------- | ----- | ----- | ------ | ------ |
| 2017/18                        | Roda JC Kerkrade   | Eredivisie        | 0          | 0          | 0     | 0     | 0      | 0      |
| 2018/19                        | Roda JC Kerkrade   | Eerste divisie    | 17         | 0          | 3     | 0     | 20     | 0      |
| 2019/20                        | Roda JC Kerkrade   | Eerste divisie    | 14         | 0          | 2     | 0     | 16     | 0      |
| 2020/21                        | SC Preußen Münster | Regionalliga West | 11         | 0          | 2     | 0     | 13     | 0      |
| 2021/22                        | TOP Oss            | Eerste divisie    | 23         | 1          | 1     | 0     | 24     | 1      |
| 2022/23                        | TOP Oss            | Eerste divisie    | 33         | 2          | 1     | 0     | 34     | 2      |
| 2023/24                        | TOP Oss            | Eerste divisie    | 36         | 5          | 1     | 0     | 37     | 5      |
| 2024/25                        | RKC Waalwijk       | Eredivisie        | 0          | 0          | 0     | 0     | 0      | 0      |
| Carrièretotaal                 | Carrièretotaal     | Carrièretotaal    | 134        | 8          | 10    | 0     | 146    | 8      |
| Bijgewerkt op 9 augustus 2024. |                    |                   |            |            |       |       |        |        |

## Interlandcarrière
In 2019 werd Roshon van Eijma voor het eerst geselecteerd voor het Curaçaos voetbalelftal door bondscoach Remko Bicentini. Hij debuteerde voor Curaçao op 25 maart 2021, in de met 5-0 gewonnen WK-kwalificatiewedstrijd tegen Saint Vincent en de Grenadines. Hij kwam in de 70e minuut in het veld voor Suently Alberto.
| Interlands van Roshon van Eijma voor Curaçao | Interlands van Roshon van Eijma voor Curaçao | Interlands van Roshon van Eijma voor Curaçao | Interlands van Roshon van Eijma voor Curaçao | Interlands van Roshon van Eijma voor Curaçao | Interlands van Roshon van Eijma voor Curaçao |
| №                                            | Datum                                        | Wedstrijd                                    | Uitslag                                      | Soort wedstrijd                              | Doelpunten                                   |
| -------------------------------------------- | -------------------------------------------- | -------------------------------------------- | -------------------------------------------- | -------------------------------------------- | -------------------------------------------- |
| 1.                                           | 25 maart 2021                                | Curaçao – Saint Vincent en de Grenadines     | 5 – 0                                        | WK 2022 kwalificatie                         | 0                                            |
| 2.                                           | 4 juni 2022                                  | Curaçao – Honduras                           | 0 – 1                                        | CONCACAF Nations League                      | 0                                            |
| 3.                                           | 7 juni 2022                                  | Honduras – Curaçao                           | 1 – 2                                        | CONCACAF Nations League                      | 0                                            |
| 4.                                           | 26 maart 2023                                | Curaçao – Canada                             | 0 – 2                                        | CONCACAF Nations League                      | 0                                            |
| 5.                                           | 29 maart 2023                                | Argentinië – Curaçao                         | 7 – 0                                        | Vriendschappelijk                            | 0                                            |
| 6.                                           | 13 oktober 2023                              | Curaçao – Panama                             | 1 – 2                                        | CONCACAF Nations League                      | 0                                            |
| 7.                                           | 18 oktober 2023                              | Curaçao – Trinidad en Tobago                 | 5 – 3                                        | CONCACAF Nations League                      | 0                                            |
| 8.                                           | 17 november 2023                             | Curaçao – El Salvador                        | 1 – 1                                        | Vriendschappelijk                            | 0                                            |
| 9.                                           | 21 november 2023                             | Curaçao – El Salvador                        | 1 – 1                                        | Vriendschappelijk                            | 0                                            |
| 10.                                          | 6 september 2024                             | Saint Lucia – Curaçao                        | 2 – 1                                        | CONCACAF Nations League                      | 0                                            |
| 11.                                          | 9 september 2024                             | Curaçao – Sint-Maarten                       | 4 – 0                                        | CONCACAF Nations League                      | 0                                            |
| 12.                                          | 14 oktober 2024                              | Curaçao – Grenada                            | 1 – 0                                        | CONCACAF Nations League                      | 0                                            |
| 13.                                          | 16 november 2024                             | Sint-Maarten – Curaçao                       | 0 – 5                                        | CONCACAF Nations League                      | 0                                            |
| 14.                                          | 19 november 2024                             | Curaçao – Saint Lucia                        | 4 – 1                                        | CONCACAF Nations League                      | 0                                            |

Bijgewerkt op 13 maart 2025.